# La lingua segreta delle donne
La lingua segreta delle donne è il quinto album della musicista italiana Susanna Parigi, pubblicato, in formato CD, nel 2011 dalla casa discografica PromoMusic.

## Il disco
Viene pubblicato ad un solo anno e mezzo di distanza dal precedente lavoro "L'insulto delle parole" e, per certi aspetti, può essere considerato la prosecuzione di quest'ultimo, in quanto i protagonisti del disco sono ancora una volta la parola ed il linguaggio.
Il titolo ed il progetto dell'intero album traggono ispirazione dal Nü shu, un'antica scrittura "criptata", utilizzata solo dalle donne cinesi del popolo Yao della Provincia dello Hunan, che gli archeologi hanno iniziato a studiare e a decifrare a partire dagli anni '50 del XX secolo.
I brani dell'album trattano dunque tematiche legate all'universo femminile, che spesso per pudore, vergogna od omertà rimangono per l'appunto "segrete", e delle quali risulta difficile parlare o raccontare, tanto più all'interno di una canzone.
L'album racchiude, oltre ad una cover tributo a Mia Martini, nel brano "Volesse il cielo", una traccia video che raccoglie alcune riflessioni sul mondo femminile, di importanti personalità della cultura e dello spettacolo italiano come Pamela Villoresi, Ottavia Piccolo, Gianna Schelotto, Teresa De Sio, Curzia Ferrari.

## Tracce
1. Liquida – 3:38 (testo: Susanna Parigi, – musica: Susanna Parigi)
2. Così è se vi pare (Mujer Ramera) – 4:12 (testo: Susanna Parigi, Kaballà – musica: Susanna Parigi)
3. Crudo – 3:07 (testo: Susanna Parigi, Kaballà – musica: Susanna parigi)
4. Ma tu dormi – 2:33 (testo: Susanna Parigi, Kaballà – musica: Susanna Parigi)
5. Una certa esaltazione di vivere – 3:49 (testo: Susanna Parigi, Kaballà – musica: Susanna Parigi)
6. Petite Madone – 3:17 (testo: Michelle Vasseur – musica: Susanna Parigi)
7. L'uomo senza qualità – 3:49 (testo: Susanna Parigi, Kaballà – musica: Susanna Parigi)
8. La città senza porte – 3:29 (testo: Susanna Parigi, Kaballà – musica: Susanna parigi)
9. Il suono e l'invisibile – 2:51 (testo: Susanna Parigi – musica: Ferruccio Spinetti)
10. Volesse il cielo – 2:23 (testo: Vinícius de Moraes, Sergio Bardotti – musica: Toquinho)
11. Clip video (contributi di Gianna Schelotto, Pamela Villoresi, Ottavia Piccolo, Teresa De Sio, Curzia Ferrari, Nerina Mirotti e H.E.R.)

Durata totale: 33:08

## Formazione
- Susanna Parigi: voce, pianoforte, clavicembalo, fisarmonica
- Ivan Ciccarelli: percussioni, batteria
- Matteo Giudici: chitarra
- Marcello Schena: batteria
- Roberto Olzer: pianoforte
- Nicola Stranieri: batteria
- Alice Bisanti: viola
- Aurora Bisanti: violino
- Yuriko Mikami: violoncello
- Ferruccio Spinetti: contrabbasso
- Roberto Mattei: contrabbasso
- Lella Costa: voce recitante in "Liquida"

Arkè String Quartet in "Una  certa esaltazione di vivere":
- Carlo Cantini: violino
- Valentino Corvino: violino
- Sandro Di Paolo: viola
- Stefano Dall'Ora: contrabbasso